# Pedicia riedeli
Pedicia riedeli är en tvåvingeart som först beskrevs av Paul Lackschewitz 1940.  Pedicia riedeli ingår i släktet Pedicia och familjen hårögonharkrankar. Inga underarter finns listade i Catalogue of Life.